# المنظمة العربية لحقوق الإنسان في بريطانيا
المنظمة العربية لحقوق الإنسان في بريطانيا مؤسسة غير حكومية تعمل على رفعة وتعزيز ثقافة حقوق الإنسان في العالم والدفاع عن حقوق الإنسان عموما وحقوق الإنسان العربي على وجه الخصوص.
وترى المنظمة ان الشفافية والوضوح في العمل من أهم مرتكزات العمل الإنساني فهي تسعى دائما إلى نشر الحقيقة كاملة مهما كانت مؤلمة باستقلالية وحيادية كامله، وهي بذلك تسعى إلى مد جسور الثقة مع الضحايا بغض النظر عن المعتقد، الدين أو العرق لبناء منبر انساني وحقوقي متين يدافع عن الذين انتهكت حقوقهم وتقطعت بهم السبل بسبب تغول الأجهزة التنفيذية في الدول التي تمارس القمع والاضطهاد.
والمنظمة إذ تسعى لتحقيق أهدافها تؤكد انها جزءا لا يتجزأ من شبكة منظمات حقوق الإنسان في العالم تتكامل مع أنشطتها ودورها في العمل على رفعة حقوق الإنسان من اجل حياة كريمة بعيده عن الذل والقهر والاضطهاد.

## الأنشطة
تم إنشاء هذه المنظمة لمكافحة انتهاكات حقوق الإنسان وإذكاء الوعي بها من خلال النشرات الصحفية والندوات ووسائل الإعلام الاجتماعية المستمرة. وبالإضافة إلى ذلك، تشارك هذه المنظمة بنشاطات جانبية تقام في اطار مجلس حقوق الإنسان في الأمم المتحدة بسويسرا، جنيف.